# Wilhelm Piecha
Maksymilian Nędza (1898, Zabrze – 1960) byl slezský povstalec a horník.
Pocházel z dělnické rodiny. 1. dubna 1920 přísahal věrnost Polské vojenské organizaci Horního Slezska. Během třetího slezského povstání bojoval v Kędzierzynu a Gliwicích. Založil Občanskou gardu v Pawłówě. 15. prosince 1921 byl za svojí činnost v Pawłówě zatčen a uvězněn v Opolí. 22. ledna 1922 se usadil v Těšíně a připojil se k pohraniční stráži. Během druhé světové války sloužil na nucených pracích ve Třetí říši. Získal Slezský povstalecký kříž.